# Андлау (город)
Андла́у (фр. Andlau, Андлау или Андло) — город и коммуна на северо-востоке Франции в регионе Гранд-Эст (бывший Эльзас — Шампань — Арденны — Лотарингия), департамент Нижний Рейн, округ Селеста-Эрстен, кантон Оберне. До марта 2015 года коммуна административно входила в состав упразднённого кантона Барр (округ Селеста-Эрстен).

## История
Монастырь Андлау был основан в 880 году императрицей Рихардой Швабской. Согласно легенде, место для основания монастыря было указано ей дикой медведицей. В XIV веке монастырь принадлежал ордену бенедиктинок, монахинями были в основном женщины из знатных семей. Вокруг монастыря образовалось поселение. Во время французской революции в 1791 году монастырь был закрыт.
История поселения также связана с дворянским родом Андлау, фамильный герб которого (в противоположном цветовом исполнении) стал гербом коммуны.

## Географическое положение
Город расположен у подножия Вогез в западной части долины Верхнего Рейна. Через Андлау протекает одноимённая река.
Площадь коммуны — 23,69 км², население — 1844 человека (2006) с тенденцией к стабилизации: 1776 человек (2013), плотность населения — 75 чел/км².

## Население
Население коммуны в 2011 году составляло 1821 человек, в 2012 году — 1799 человек, а в 2013-м — 1776 человек.
| 1962 | 1968 | 1975 | 1982 | 1990 | 1999 | 2004 | 2006 | 2008 | 2011 | 2012 | 2013 |
| ---- | ---- | ---- | ---- | ---- | ---- | ---- | ---- | ---- | ---- | ---- | ---- |
| 1529 | 1584 | 1919 | 1744 | 1632 | 1654 | 1788 | 1844 | 1838 | 1821 | 1799 | 1776 |

Динамика населения:

## Экономика
Коммуна Андлау расположена в винодельческом регионе Эльзасская винная дорога (нем. Elsässer Weinstraße). Основу экономики городка составляет производство и торговля вином.
В 2010 году из 1135 человек трудоспособного возраста (от 15 до 64 лет) 889 были экономически активными, 246 — неактивными (показатель активности 78,3 %, в 1999 году — 71,9 %). Из 889 активных трудоспособных жителей работали 826 человек (446 мужчин и 380 женщин), 63 числились безработными (34 мужчины и 29 женщин). Среди 246 трудоспособных неактивных граждан 61 были учениками либо студентами, 116 — пенсионерами, а ещё 69 — были неактивны в силу других причин.

## Достопримечательности (фотогалерея)
- Бывшая монастырская церковь святых Петра и Павла основана в XI—XII веках Святой Рихардой и перестроена а в конце XVII века. Романская крипта церкви возведена около 1080 года, западное крыло и 1130 до 1140.
- На границе коммуны расположены руины крепости Хоандлау и замка Шпесбург, возведенных в XIII веке.

- Руины крепости Хоандлау
- Руины шато Шпесбург
- Фасад монастырской церкви
- Часовня